# Isabel Cabanillas de la Torre
Isabel Cabanillas de la Torre (Ciudad Juárez, México, 5 de mayo de 1993-18 de enero de 2020) fue una artista, diseñadora de ropa y activista mexicana.

## Biografía
Isabel era estudiante de la Universidad Autónoma de Ciudad Juárez, era diseñadora de ropa y pintora. Además fue miembro activa del colectivo Hijas de su maquilera madre, que lucha por la defensa de los derechos para las mujeres en la frontera entre México y Estados Unidos, desde 2019 hasta el 2020, que fue asesinada en la zona Centro de Ciudad Juárez.
También colaboró con la Red de Mujeres de Ciudad Juárez A.C. en el proyecto Observatorio Ciudadano de Justicia Especializado en Género, donde se monitoreaba el Sistema de Justicia Penal Acusatorio y el acceso a la justicia de las mujeres.

## Desaparición y asesinato
Durante la tarde del sábado 18 de enero de 2020, amigas cercanas reportaron en redes sociales su desaparición y se movilizaron ante las autoridades para iniciar la búsqueda.
La Fiscalía Especializada de la Mujer declaró que Isabel fue encontrada muerta en el centro de Ciudad Juárez la madrugada del 18 de enero de 2020 y la causa fue una serie de lesiones por arma de fuego en el tórax.

## Movilizaciones para exigir justicia
El 19 de enero después de que se confirmó el asesinato de la activista, organizaciones civiles y feministas protestaron en el monumento a Benito Juárez, en la ciudad fronteriza, para exigir justicia.
El sábado 25 de enero de 2020, cientos de mujeres marcharon por el centro de Ciudad Juárez hasta el lugar en el que la artista fue asesinada, para repudiar el crimen y exigir justicia. En el lugar colocaron una cruz rosa con su nombre e integrantes de Hijas de Su Maquilera Madre y Frente Feminista Fronterizo, colectivos en los que Isabel militaba, pintaron dos murales con su imagen.
Desde la aparición de la noticia múltiples colectivos se han unido para exigir justicia, entre ellos la Red Nacional de Defensoras de Derechos Humanos, la Red Mesa de Mujeres de Ciudad Juárez A.C., la Universidad Autónoma de Ciudad Juárez, entre otras.
En noviembre del 2020 se creó un altar en su memoria exigiendo la ausencia de resolución a esa fecha.